# Fernand Cornez
Fernand Cornez (19 november 1907 - 7 december 1997) was een Frans wielrenner.

## Levensloop en carrière
Cornez was professioneel wielrenner van 1930 tot 1938. Hij won in 1933 een rit in zowel de Ronde van Italië als de Ronde van Frankrijk.

## Resultaten in voornaamste wedstrijden
| Jaar | Ronde van Italië | Ronde van Frankrijk | Ronde van Spanje |
| ---- | ---------------- | ------------------- | ---------------- |
| 1932 |                  | 54e                 |                  |
| 1933 | 45e (1)          | 35e (1)             |                  |
| 1934 |                  |                     |                  |
| 1935 |                  | opgave              |                  |

- Bibliothèque nationale de France: cb177814668 (data)
- Virtual International Authority File: 1350154741632253110001